# Kiebu
Kiebu är en ö i Kiribati.   Den ligger i örådet Makin och ögruppen Gilbertöarna, i den norra delen av landet, 220 km norr om huvudstaden Tarawa. Arean är 0,92 kvadratkilometer.
Terrängen på Kiebu är mycket platt. Öns högsta punkt är 18 meter över havet. Den sträcker sig 2,3 kilometer i nord-sydlig riktning, och 1,0 kilometer i öst-västlig riktning.
Följande samhällen finns på Kiebu:
- Kiebu Village